# Cuprom
Cuprom este singurul producător de cupru electrolitic, cupru turnat în continuu și cablu de cupru din România și cel mai mare din Europa de Est (exceptând Rusia).
Compania este deținută de oamenii de afaceri români Horia Simu și Horia Pitulea, supranumiți și „bancherii cuprului”.
Rafinăria Cuprom din Baia Mare are o capacitate anuală de producție de 40.000 de tone de catoade.
Fabrica Cuprom din Zalău, care utilizează tehnologia Contirod, este una dintre cele mai mari producătoare din Europa de fire din cupru cu o producție anuală de 70.000 de tone, producând în acelaș timp și alte tipuri de cabluri. 
În anul 2007, Cuprom a cumpărat combinatul RTB Bor din Serbia, pentru suma de 400 milioane dolari.
De asemenea, Cuprom s-a angajat la investiții de peste 200 milioane dolari.
Cifra de afaceri:
- 2007: 380 milioane dolari[3]
- 2006: 210 milioane dolari[4]
- 2005: 112,3 milioane dolari[5]
- 2004: 100 de milioane dolari (80 milioane euro)[6]

## Istoric
În februarie 1999, Allied Deals din Marea Britanie a achiziționat 50,89% din acțiunile Elcond Zalău de la Autoritatea pentru Privatizare (APAPS), valoarea tranzacției fiind de 6,8 milioane dolari.
De asemenea, compania din Marea Britanie a preluat, în octombrie 1998, 69,99% din acțiunile Phoenix Baia Mare, pentru 37 milioane de dolari, suma incluzând și investițiile pentru modernizare, protecția mediului și capitalul de lucru.
În prima parte a anului 2002, RBG Resources, fosta Allied Deals, a intrat în faliment.
În primăvara lui 2003, cele două uzine românești de cupru - Pheonix Baia Mare și Elcond Zalău - așteptau să își închidă porțile.
Una dintre ele ajunsese pe mana AVAB-ului iar alta pe cea a unui lichidator, urmare a eșecurilor fostului acționar majoritar, grupul indian RBG, atât în România cât și pe plan internațional.
În acel moment doi bancheri, pe atunci vicepresedinți la Citibank România - Horia Pitulea și Horia Simu - au decis să cumpere, pentru că era ieftin - peste 3,6 milioane de dolari - și să restructureze.
După preluare, cei doi au aplicat un plan de restructurare: au unit uzinele sub numele Cuprom și au facut investiții de 10 milioane de dolari.
În anul 2003, Cuprom a preluat institutul Cepronef, care se ocupă cu cercetarea în sectorul de neferoase, iar în 2004 a achiziționat Ipronef, care are ca obiect de activitate proiectarea în același domeniu.
În anul 2007, consorțiul format de companiile Energo Mineral, Cuprom și Ipronef a cumpărat pachetul majoritar de acțiuni de la Moldomin Moldova Nouă.
Prin contract, acesta s-a angajat să investească în exploatarea cupriferă aproximativ 120 de milioane de euro și să înființeze 350 de noi locuri de muncă.
Tot atunci, consorțiul a preluat și activitățile miniere ale Cuprumin Abrud, care deține exploatările de cupru de la Roșia Poieni, printr-un protocol care prevedea investiții de 150 de milioane de euro și menținerea unui număr minim de 450 de angajați.
În final, investițiile care ar fi trebuit realizate la Roșia Poieni nu au mai fost făcute, iar compania Energo Mineral a denunțat contractul ca urmare a scăderii prețului cuprului pe piața internațională.
Firma Energo Mineral este de asemenea deținută de Horia Simu și Horia Pitulea.
Energo Mineral (fostă Cuprom Resources) are ca obiect de activitate comerțul cu ridicata al produselor și minereurilor metalice și are sediul în Insulele Virgine Britanice.
La sfârșitul anului 2008, Cuprom a intrat în insolvabilitate de plată, dupa ce Tribunalul București a admis procedura de faliment.
În ianuarie 2009, compania a disponibilizat circa 192 de muncitori din cei 240 pe care îi mai avea.

## Divizii

### Cuprom Baia Mare
Phoenix Baia Mare a fost înființată în 1907, ca fabrică de acid sulfuric,
în Ferneziu, aproape de Baia Mare.
În 1925, proprietarii companiei chimice au cumpărat fabrica de sticlă din vecinătate, cu o suprafață de teren de 45 de hectare.
Acolo a fost mutat centrul de greutate al companiei, care a intrat pe piața metalurgiei metalelor neferoase.
De atunci, în Baia Mare fabrica produce sârme de cupru, dar și lingouri de aur și de argint, din materiile prime de pe piața românească.
In perioada interbelică, fabrica a cunoscut o perioadă de glorie.
România era unul dintre cei mai importanți producători din Europa de metale prețioase.
De asemenea, cuprul produs în Baia Mare ajungea pe piețele din România, Cehoslovacia, Polonia sau Germania.
La începutul perioadei comuniste, fabrica a fost naționalizată.
După 1989, Phoenix a redevenit o societate comercială privată.
Managementul dezastruos și situația economică de după prăbușirea regimului comunist au dus la degradarea situației financiare a companiei, care și-a pierdut o mare parte din clienții tradiționali.
Cuprom Baia Mare este recunoscută ca fiind singura fabrică din România care produce cupru rafinat electrolitic (99.99 % Cu), având o capacitate de producție de 40.000 de tone pe an; fiind de asemenea și producător de aur și argint (minim 99.96 % Au/Ag), având o capacitate anuală de producție de 12 tone pe an pentru aur respectiv 120 tone pe an pentru argint.

### Cuprom Zalău
În România, Cuprom Zalău (fost Elcond Zalău) este singurul producător de cupru turnat în continuu cu o producție anuală nominală de 73.000 tone/an.
Cuprom Zalău este singurul producător din România de sârmă turnată și laminată, sârmă trefilată, toron și conductoare emailate din cupru.
În 2002, compania a raportat un profit net de 7,4 miliarde lei vechi la o cifră de afaceri de 1.264,8 miliarde lei vechi.
Elcond avea 250 de angajați în anul 2006, față de 3.000 înainte de 1989.

## Conducere
Majoritatea industriei de cupru din România a fost în colaps când în 2003 un grup de investitori români, doi bancheri, Horia Pitulea și Horia Simu și un avocat Mircea Stroe au decis să cumpere tot.
Aceștia au format Cuprom (Cuprul Românesc) și cu această companie au cumpărat Phoenix Baia Mare și Elcond Zalău pentru numai 3.6 milioane de dolari.
De asemenea compania a cumpărat de la statul Român și două mine de cupru pentru a avea materiale prime pentru rafinării, în același timp angajându-se să investească 370 milioane de dolari în acestea.
Simu și Pitulea controlează și compania Nordexho, care este acționar majoritar la producătorul de sticlă GlassCorp, înființat în 2005.

## Controverse
În 2006 Cuprom a câștigat licitația pentru compania sârbă RTB Bor cu un preț de 400 milioane de dolari și alte investiții de 150 milioane de dolari dar din cauza incapacității de plată a companiei, guvernul sârb a anulat licitația. În Noiembrie 2007, RTB Bor a fost vândută companiei austriece A-Tek pentru un preț de 466 milioane de dolari și alte investiții de 273 milioane de dolari.